# 伊薩·阿達維
伊薩·本·薩米爾·哈米德·阿達維（英語：Issa bin Samir Hamed Al-Adawi，1999年3月20日—）是阿曼游泳運動員。他代表阿曼參加2020年夏季奧林匹克運動會和2024年夏季奧林匹克運動會的男子100公尺自由式。
阿多維出生於阿曼，父親是阿曼人，母親是日本人。

## 外部連結
- 伊薩·阿達維在FINA（英语）
- 伊薩·阿達維在SwimRankings.net（英语）
- 伊薩·阿達維在Olympics.com（英语）
- 伊薩·阿達維在Olympedia（英语）